# 雙子城 (喬治亞州)
雙子城（英語：Twin City）是一個位於美國喬治亞州伊曼紐爾縣的城市。

## 地理
雙子城的座標為32°34′50″N 82°09′28″W / 32.58056°N 82.15778°W，而該地的平均海拔高度為94米（即308英尺）。

## 人口
根據2010年美國人口普查的數據，雙子城的面積為9.36平方千米，當中陸地面積為9.25平方千米，而水域面積為0.11平方千米。當地共有人口1742人，而人口密度為每平方千米186.11人。